# Zbigniew Ralicki
Zbigniew Ralicki (ur. 1935 w Gdyni, zm. 1974 w Gdańsku) – polski malarz i rysownik, pedagog Państwowej Wyższej Szkoły Sztuk Plastycznych w Gdańsku.

## Życiorys
Studiował w latach 1956–1964 w Państwowej Wyższej Szkole Sztuk Plastycznych w Gdańsku; dyplom w pracowni profesora Stanisława Borysowskiego w roku 1964.
W latach 1971–1974 pedagog gdańskiej PWSSP w pracowni profesora Rajmunda Pietkiewicza. Artysta należał do eksperymentalnego teatru studenckiego „Galeria”.